# SAMURIZE from EXILE TRIBE
SAMURIZE from EXILE TRIBE（サムライズ・フロム・エグザイル・トライブ）は、EXILEのHIROがプロデュースする覆面ダンサーによるLEDパフォーマンスチーム。LDH所属アーティストのイベント、ライブ、ミュージックビデオなどにサポートダンサーとして多数出演。

## 作品

### 配信シングル
- KILLER INSTINCT（2015年12月14日） [2]

### ミュージックビデオ
- 「Killer Instinct 」

## 出演

### ライブ
- EXILE LIVE TOUR 2013 "EXILE PRIDE"（2013年4月 - 9月）
- 三代目 J Soul Brothers LIVE TOUR 2014 "BLUE IMPACT"（2014年1月 - 4月）
- E-girls LIVE TOUR 2014 "COLORFUL LAND"（2014年7月 - 8月）
- EXILE TRIBE PERFECT YEAR 2014 SPECIAL STAGE DJ MAKIDAI presents "CLUB EXILE"（2014年8月）
- EXILE TRIBE PERFECT YEAR LIVE TOUR TOWER OF WISH 2014 〜THE REVOLUTION〜（2014年9月 - 12月）
- E-girls LIVE TOUR 2015 "COLORFUL WORLD"（2015年2月 - 4月）[3]
- 三代目 J Soul Brothers LIVE TOUR 2015 "BLUE PLANET"（2015年5月 - 10月）
- EXILE LIVE TOUR 2015 "AMAZING WORLD"（2015年9月 - 12月）[4]
- E-girls LIVE TOUR 2016 〜E.G. SMILE〜（2016年3月 - 8月）
- HiGH&LOW THE LIVE（2016年7月 - 10月)[5]
- 三代目J Soul Brothers LIVE TOUR 2016-2017 "METROPOLIZ"（2016年11月 - 2017年8月）
- 三代目J Soul Brothers LIVE TOUR 2017 "UNKNOWN METROPOLIZ"（2017年9月 - 12月）
- EXILE LIVE TOUR 2018-2019 "STAR OF WISH"（2018年9月 - 2019年2月）
- EXILE PERFECT LIVE 2001▶︎2020（2020年1月 - 2020年2月）

### イベント
- 和泉流狂言師 野村万蔵×SAMURIZE from EXILE TRIBEコラボステージ in TOKYO ART CITY by NAKED (2017年8月15日、16日)[6]

### ミュージックビデオ
- GENERATIONS from EXILE TRIBE「HOT SHOT」（2013年）
- EXILE「EXILE PRIDE〜こんな世界を愛するため〜」（2013年）
- E-girls「E.G. Anthem -WE ARE VENUS-」（2014年）
- EXILE TRIBE「24WORLD」（2014年）
- 三代目 J Soul Brothers from EXILE TRIBE「O.R.I.O.N.」（2014年）
- 三代目 J Soul Brothers from EXILETRIBE 「Summer Madness」（2015年）[7]
- 三代目 J Soul Brothers from EXILE TRIBE「Welcome to TOKYO」（2016年）
- E-girls「DANCE WITH ME NOW!」（2016年）
- GENERATIONS from EXILE TRIBE「Y.M.C.A.」（2017年）

### テレビドラマ
- ナイトヒーロー NAOTO 第11話（2016年7月、テレビ東京） - エンディングダンス[8]

### CM
- Y!mobile（2017年）[9]